# おにぎりせんべい

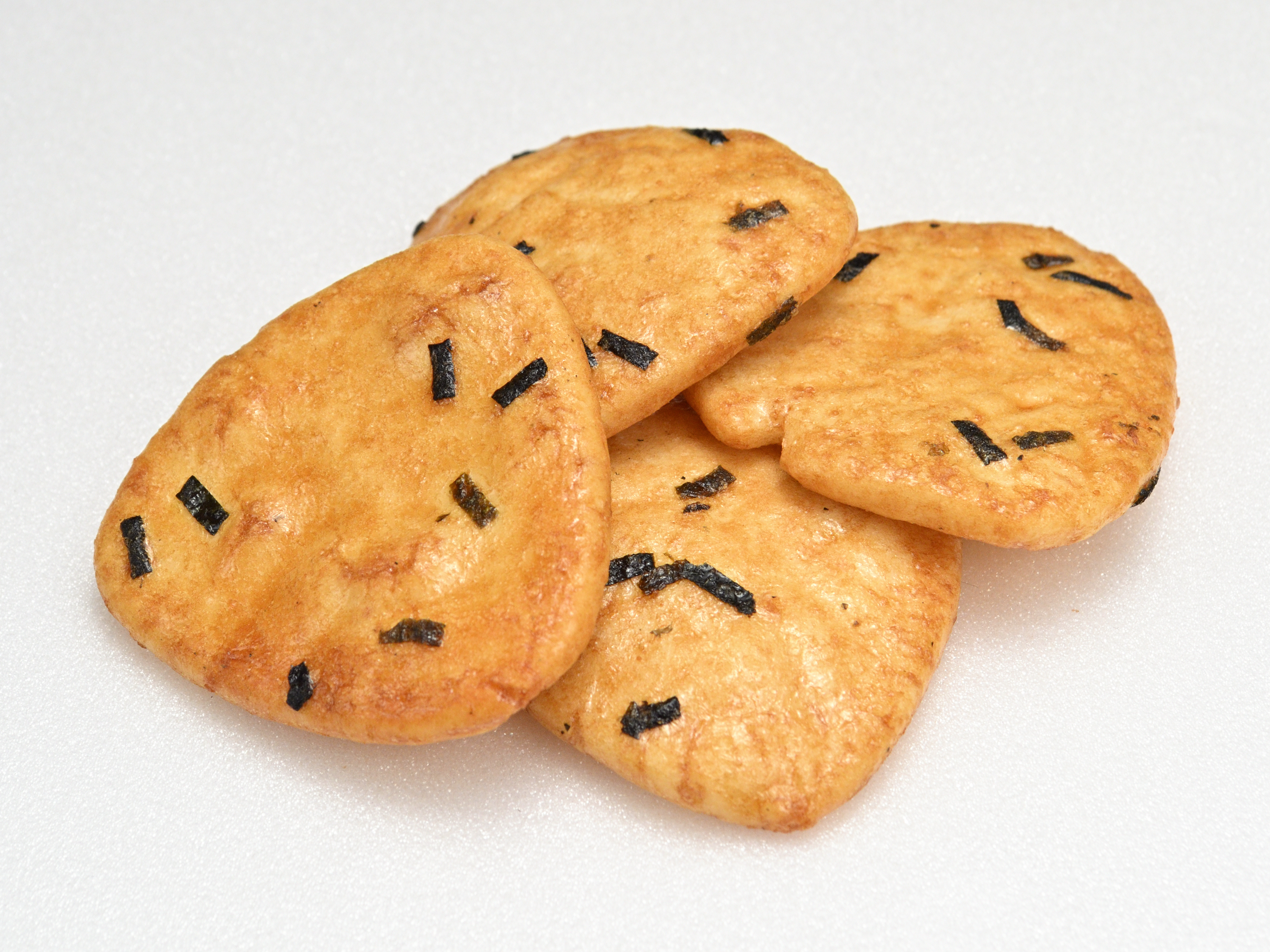
おにぎりせんべいの参考画像

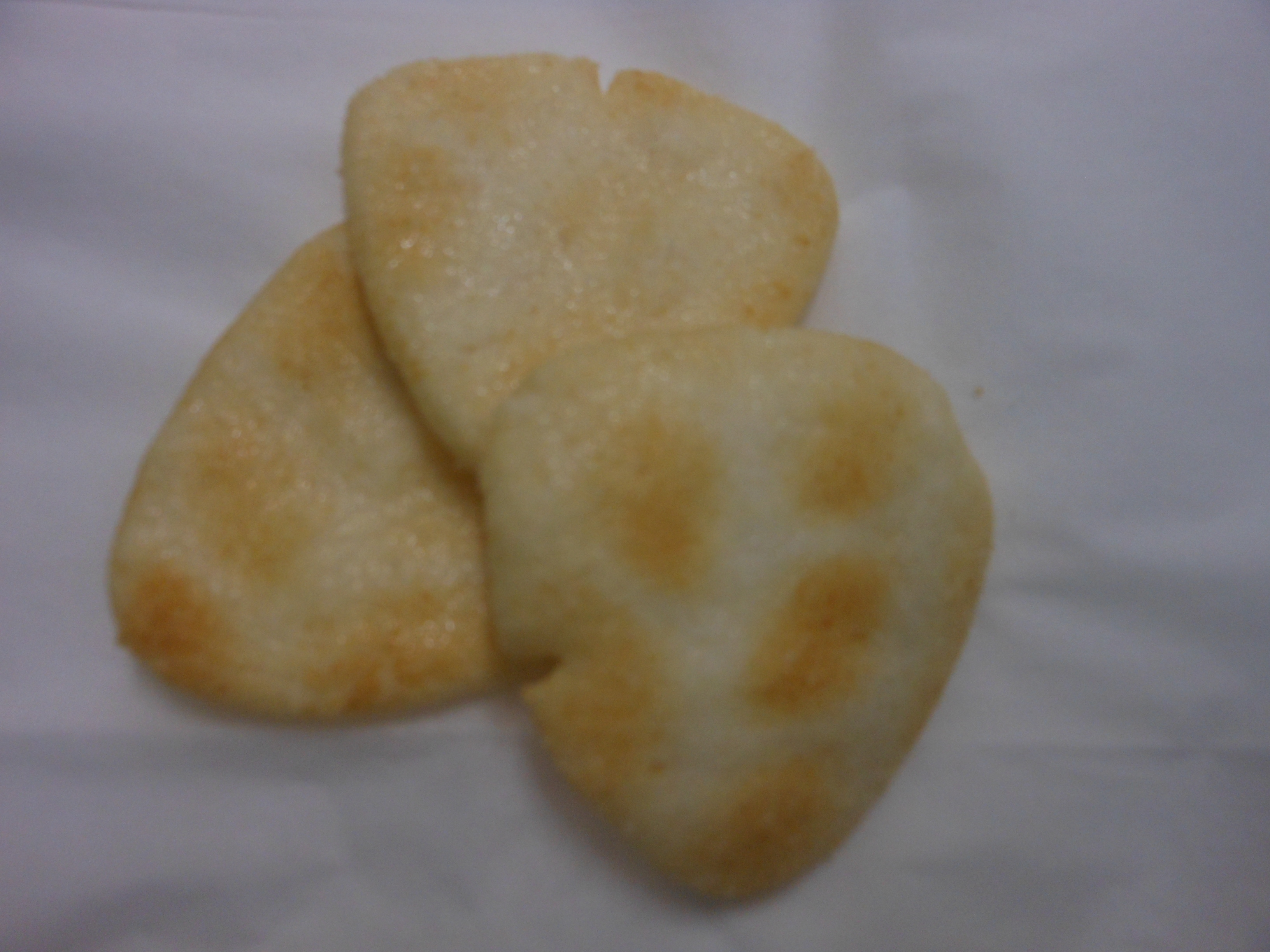
おにぎりせんべい銀しゃり

おにぎりせんべいは、三重県伊勢市に本社を置く日本の菓子メーカーマスヤが製造する三角形をしたせんべいである。販売先は西日本が中心で、関西では定番の菓子となっている。
1969年（昭和44年）に「三角形のおせんべいがあってもいいじゃないか」という発想で誕生した商品である。歌舞伎の緞帳（どんちょう）をイメージした赤と緑の縞模様が描かれたパッケージの中に入っている、小さく細長い海苔が数枚付けられ甘辛の醤油ダレで味付けされた、三角形をしたせんべいである。東西の醤油文化の違いからか西日本では広く売られているが、東日本では知名度が低い。

## 歴史
1965年（昭和40年）に設立されたマスヤが設立から4年目にあたる1969年（昭和44年）7月に発売開始した。当時市販されていた一般的なせんべいは、円形や四角形のものが多く、透明な袋に黒い文字で商品名が書かれているものが多かったので、現在の形状・パッケージで他の商品との差別化が図られたという。当時は袋の形状もおにぎりに近い三角袋だった。
現在、マスヤの主力商品であるが、2007年（平成19年）に「おにせんクラッシュ」や「おにぎりの種」といった新商品の開発も行われている。

## メディア
読売テレビ制作、日本テレビ系列で放送されているテレビ番組『秘密のケンミンSHOW』の2010年（平成22年）5月13日放送回において、大阪人はおにぎりせんべいが大好きであると紹介された。同番組中では、出荷量の3割が大阪府であることや、富士川以東では急激に知名度が落ちることなどが取り上げられた。

### コマーシャル
渡辺篤史が、同商品のCMキャラクターを務めていた。

## キャラクター

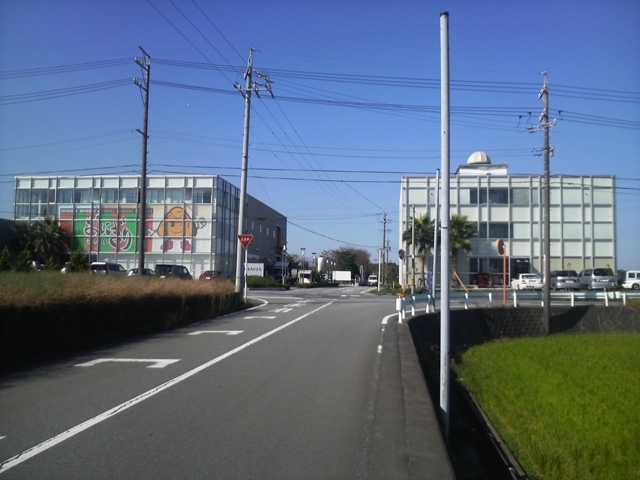
マスヤ本社（2008年10月15日撮影）
左側の建物におにぎり坊やが見える。

おにぎり坊やという、おにぎりせんべいを模したキャラクターが存在し、マスヤの広告塔として利用されている。1999年（平成11年）におにぎりせんべい発売30周年を期に登場した。
おにぎり娘はクリスティーヌという。
2012年（平成24年）からは「おにぎりせんべい・銀しゃり（塩味）」のキャラクターとして、おにぎり坊やに似たしおのすけ、おにぎり娘に似たシャルロットが登場している。

## 種類一覧

### 現行
2023年公式サイトに記載されている商品を列挙する

#### 通常商品
- おにぎりせんべい - 内容量が108g、58g、25gの3種類ある。
- 4連おにぎりせんべい - 25gおにぎりせんべいよりも、一回り小さいサイズのせんべいが入っている。
- 2枚入りおにぎりせんべい
- おにぎりせんべい ソース味
- おにぎりせんべいファミリーパック - 1袋2枚入りのものが14袋入っている。
- おにぎりせんべい乙
- おにぎりせんべい銀しゃり - 内容量が95g、55g、23gの3種類ある。
- おにぎりせんべい銀しゃりファミリーパック - 1袋2枚入りのものが14袋入っている。
- ミニおにぎり
- 5連ミニおにぎり
- おにぎりBOX
- おにせんクラッシュ - 2023年3月末に発売終了[8]
- おにぎりの種

## その他
- マスヤでは、おにぎりせんべいの日本国外での販売戦略を開始している。2009年11月にはインド・ムンバイのスーパーマーケットで試食会を開催したり[9]、2010年2月26日〜3月14日にベトナム・ホーチミンで日本貿易振興機構（JETRO）が主催した「日本食品アンテナショップ」でおにぎりせんべいを出品するなどしている[10]。
- コンビニエンスストアでは日本のサークルK・サンクスのStyle Oneブランドで「ちっちゃなおにぎりせんべい」が販売されていた。現在はファミリーマートで「ひとくちサイズのおにぎりせんべい」が販売されている。
- 2017年11月22日から2018年2月7日までアオキーズ・ピザでは東海地区のご当地コラボレーションとして「おにぎりせんべい風包み焼きピザ」を販売している[11][12]。
- 2019年、ニチフリ食品とのコラボレーションにより、「おにぎりせんべい味ふりかけ」を販売した[13]。
- 2025年、同じ三重県にあるおやつカンパニーと共に、「おにぎりせんべい・ベビースターチキン風味」、「ベビースタードデカイラーメン・おにぎりせんべいしょうゆ味」を販売。それぞれの主力商品の味を入れ替える相互コラボレーションを実施した[14]。

## 参考資料
- マスヤ公式サイト（2010年5月18日閲覧。）
- 『関西ではおなじみの「おにぎりせんべい」を東京で』エキサイト、2005年2月1日（2010年5月18日閲覧。）